# 瓦尔富尔瓦
瓦尔富尔瓦（義大利語：Valfurva），是意大利松德里奥省的一个市镇。总面积215平方公里，人口2719人，人口密度12.6人/平方公里（2009年）。国家统计（ISTAT）代码为014073。